# Dhoo
A Dhoo egy folyó a Man-szigeten. A folyó Marownban ered, és északra, Douglas irányába folyik átszelve a központi völgyet. Keresztezi Crosbyt és Union Millst, mielőtt találkozna és összefolyna a Glass-szal Douglas külvárosában, ahol a kikötőnél a tengerbe ömlik. A Dhoo (ami feketét vagy sötétet jelent manx nyelven) és a Glass (aminek a jelentése tiszta vagy zöld) végig közelít a Douglas folyóhoz, ahonnét egyesek szerint a főváros a nevét kapta.
Sokkal frissebb kutatások szerint a név a legrégebbi helységnév a szigeten, és a korai kelta nyelvből származó duboglassio a gyökere, amelynek a jelentése: tiszta víz. Ez elterjedt megnevezés a Brit-szigeteken. Walesben Dulas, Angliában Dawlish néven használják.